# Benedetto de Sanctis
Benedetto de Sanctis (falecido em 1542) foi um prelado católico romano que serviu como bispo de Alessano (1540–1542).

## Biografia
No dia 15 de março de 1540, Benedetto de Sanctis foi nomeado durante o papado de Paulo III como Bispo de Alessano. Serviu como Bispo de Alessano até à sua morte em 1542.